# Mike Rylance
Ne doit pas être confondu avec Mark Rylance.
Mike Rylance, né en 1949 à Wakefield en Angleterre, est un journaliste, historien et écrivain britannique spécialisé en rugby à XIII.
Également professeur de français, il écrit aussi bien dans sa langue maternelle qu'en français.
Il écrit dans la presse française comme dans la presse britannique, et il est l'auteur d'ouvrages consacrés à l'histoire du rugby à XIII en France, particulièrement à l'interdiction du sport par le régime de Vichy
Il a signé des articles dans les revues Treize Magazine et  Rugby League World , et,  fin des années 2010, il écrit pour le magazine forty-20 et l’hebdomadaire Rugby Leaguer & League Express.

## Biographie
Mike Rylance est le fils d'un joueur de rugby à XIII, Ron Rylance (1925-1998) qui jouait pour Wakefield et pour l'équipe d'Angleterre dans les années 1940 et 1950. Son père participe notamment à la victoire du club en finale de la Challenge Cup de 1946. À son enterrement, six joueurs du club (Neil Fox, Derek Turner, Peter et Don Fox, Don Robinson et Ian Brooke) porteront  d'ailleurs son cercueil en terre.
Mike Rylance enseigne les langues modernes, dont le français, à la Queen Elizabeth Grammar School de Wakefield. 

## Publications

### En langue anglaise[3]
- A history of the Wakefield Rugby League Football Club 1872-2013, League publications Ltd, août 2013.
- The Forbidden Game (Édition anglaise), League Publications Ltd, 2005.
- The Struggle and the Daring: The remaking of French rugby league, Paperback, 2018[4].

### En langue française
- Le rugby interdit : L'histoire occultée du Rugby à XIII En France, Mike Rylance Publishing , 2006[5],[6].
- Audace et combat, la renaissance du rugby à XIII français», 2020[7],[8].

## Contributions et quelques articles notables
Dans les années 1990, Mike Rylance a signé des articles dans la revue « Treize Magazine » . Il y parle notamment du championnat anglais , dans des «Chroniques d'Outre-manche». Après la brève interruption de la publication du magazine, au début des années 2000, son nom n'apparait plus dans le sommaire et cela jusqu'à la disparition complète du mensuel.
Il rédige également des articles dans la presse treiziste anglaise. Dans le magazine «Rugby League World», il suit le XIII en France dans la rubrique «Treiziste diary» (que l'on peut traduire par l'« agenda du treiziste »). Il semble bien connaître les problèmes du sport dans l'hexagone, raison pour laquelle il est parfois interviewé par les médias français. 
Sa collaboration avec le magazine semble interrompue au milieu des années 2010, mais il poursuit son activité de journaliste pour l'hebdomadaire Rugby Leaguer & League Express (dans lequel il suit le championnat de France) et pour le mensuel Forty-20. Il lui arrive également d'être interrogé par la presse française sportive sur le parcours des équipes anglaises en Super League.

## Vidéographie
Participation de Mike Rylance au Rugby League Chat de Total Rugby League (mai 2019)

Mike Rylance explique à la BBC les raisons pour lesquelles les français ont interdit le rugby à XIII en 1940 (octobre 2013)